# Merluccius productus
La merluza del Pacífico norte (o merluza norteña) es la especie Merluccius productus, un pez de la familia de los merlúcidos, distribuido por la costa este del océano Pacífico, desde la isla de Vancouver en Canadá hasta la península de Baja California, en México.

## Anatomía
La longitud máxima normal es de unos 60 cm, aunque se han descrito un ejemplar de 91 cm. En la aleta dorsal tiene una espina y unos 50 radios blandos, mientras que en la aleta anal todos los radios son blandos, siendo las aletas pectorales muy largas; la aleta caudal siempre es cóncava; el color del cuerpo es plateado en el dorso, graduando hasta blanquecino en el vientre.

## Hábitat y biología
Es una especie pelágica, con rango de profundidad entre 0 y 1000 metros.
Habita tanto aguas oceánicas como costeras, pero principalmente sobre la plataforma continental; aunque aparente vivir sobre el fondo marino, su distribución y conducta sugieren una existencia prolongadamente pelágica, viviendo los adultos en grandes bancos que recorren la plataforma continental, excepto en las épocas de desove, que se desplazan hacia mar abierto.
Tienen una alimentación nocturna, comiendo una gran variedad de peces e invertebrados. Representan una importante presa para leones marinos y pequeños cetáceos.

## Pesca
Es pescada en abundancia siendo uno de los peces con alto valor comercial y pesquero, aunque debido a su abundancia en el mercado tienen un valor relativamente bajo.